# National Film Award/Bester Nebendarsteller
Die Gewinner des National Film Award der Kategorie Bester Nebendarsteller (Best Supporting Actor) waren:
| Jahr | Darsteller              | Film                  | Sprache           |
| ---- | ----------------------- | --------------------- | ----------------- |
| 1984 | Victor Banerjee         | Das Heim und die Welt | Bengalisch        |
| 1985 | Deepankar De            | Paroma                | Bengalisch        |
| 1986 | Suresh Oberoi           | Mirch Masala          | Hindi             |
| 1987 | Thilakan                | Hrithubhedam          | Malayalam         |
| 1988 | Pankaj Kapoor           | Raakh                 | Hindi             |
| 1989 | Nana Patekar            | Parinda               | Hindi             |
| 1990 | Nedumudi Venu           | His Highness Abdullah | Malayalam         |
| 1991 | P. L. Narayana          | Yagnam                | Telugu            |
| 1992 | Sunny Deol              | Damini – Lightning    | Hindi             |
| 1993 | Paresh Rawal            | Woh Chokri Sir        | Hindi             |
| 1994 | Ashish Vidyarthi Nagesh | Drohkaal Nammavar     | Hindi Tamilisch   |
| 1995 | Mithun Chakraborty      | Swami Vivekananda     | Hindi             |
| 1996 | Nana Patekar            | Agni Sakshi           | Hindi             |
| 1997 | Prakash Raj             | Iruvar                | Tamilisch         |
| 1998 | Manoj Bajpai            | Satya                 | Hindi             |
| 1999 | Atul Kulkarni           | Hey Ram               | Tamilisch / Hindi |
| 2000 | H. G. Dattatreya        | Munnudi               | Kannada           |
| 2001 | Atul Kulkarni           | Chandni Bar           | Hindi             |
| 2002 | Chandrasekar            | Nanba Nanba           | Tamilisch         |
| 2003 | Pankaj Kapoor           | Maqbool               | Hindi             |
| 2004 | Haradhan Bandopadhyay   | Krantikaal            | Bengalisch        |
| 2005 | Naseeruddin Shah        | Iqbal                 | Hindi             |
| 2006 | Dilip Prabhavalkar      | Lage Raho Munna Bhai  | Hindi             |
| 2007 | Darshan Jariwala        | Gandhi My Father      | Hindi / Englisch  |
| 2008 | Arjun Rampal            | Rock On !!            | Hindi             |

Derzeit erhält der Gewinner einen Rajat Kamal und ein Preisgeld von 50.000 Rupien.